# Rivière Picanoc
Pour les articles homonymes, voir Picanoc.
La rivière Picanoc est un affluent de la rivière Gatineau, située dans la région administrative de Outaouais, au Québec, au Canada. La rivière Picanoc coule d'abord dans le territoire non organisé de Lac-Nilgaut, dans la municipalité régionale de comté (MRC) de Pontiac, puis traverse Gracefield, dans la (MRC) de La Vallée-de-la-Gatineau.
Étroite et tumultueuse, elle est très estimée des amateurs de plein air.

## Géographie
Elle prend sa source à 10 km au sud-est du lac Usborne, se dirige généralement vers l'est en faisant une grande boucle vers le sud, sur une distance de 85 km. La rivière Picanoc prend sa source à l'embouchure du lac Head (longueur : 1,0 km ; altitude : 259 m). Ce lac chevauche les cantons de Bourgogne et de Normandie.
Partie supérieure de la rivière Picanoc (segment de 43 km)
À partir du lac Head, la rivière Picanoc coule sur :
- 7,8 km vers le sud, puis le sud-est, en traversant le lac Burnt Dam (longueur : 0,9 km ; altitude : 248 m) sur sa pleine longueur, jusqu'à son embouchure ;
- 3,4 km vers le sud-ouest, jusqu'au ruisseau Huston (venant du nord-ouest) ;
- 9,4 km vers le sud, jusqu'à la limite du canton de Huddersfield ;
- 5,8 km vers le sud-est dans le canton de Huddersfield, jusqu'à la confluence de la rivière Dumont (rivière Picanoc) (venant de l'Est) ;
- 4,1 km vers le sud-est, jusqu'au ruisseau Sandy (venant du sud-ouest) ;
- 0,8 km vers le sud-est, jusqu'à la limite de la municipalité de cantons-unis de Leslie-Chapham-et-Huddersfield ;
- 9,5 km vers le sud-est dans la municipalité de cantons-unis de Leslie-Chapham-et-Huddersfield, jusqu'à la limite du canton de Leslie ;
- 2,2 km vers le sud-est dans le canton de Leslie, jusqu'à la rive nord d'une baie du lac la Loutre lequel est constitué par un élargissement de la rivière.

Partie inférieure de la rivière Picanoc (segment de 50,4 km)
- 2,9 km vers le nord-est dans le canton de Leslie, en traversant le lac la Loutre (altitude : 191 m), jusqu'à la limite du canton de Clapham ;
- 6,0 km vers le nord-est dans le canton de Clapham en traversant en partie le lac la Loutre sur 4,0 km, jusqu'au ruisseau Murray (venant du nord-ouest) ;
- 3,2 km vers le nord-est, jusqu'à la décharge du Petit lac Cayamant (venant du nord) ;
- 2,5 km vers l'est, jusqu'à la limite de la municipalité de cantons-unis d'Alleyn-et-Cawood ;
- 7,3 km vers le sud-est, puis le nord-est, jusqu'à la décharge du lac Earley (venant du nord) ;
- 9,4 km vers le nord-est, jusqu'à la limite de la municipalité de Kazabazua ;
- 5,1 km vers le nord-est dans la municipalité de Kazabazua, jusqu'à la limite de la municipalité de Gracefield (secteur Wright) ;
- 4,6 km vers le nord dans la municipalité de Gracefield (secteur Wright), jusqu'à la confluence du ruisseau aux Cerises (venant de l'ouest) ;
- 5,6 km vers le nord-est, en serpentant jusqu'à la confluence de la rivière Blue Sea ;
- 2,9 km vers l'est, en serpentant jusqu'à la route 105 ;
- 0,9 km vers le sud-est, jusqu'à la confluence de la rivière[2].

La rivière Picanoc se décharge sur la rive ouest de la rivière Gatineau, juste au sud de la municipalité du village de Gracefield, dans la MRC de La Vallée-de-la-Gatineau. Cette confluence est située à :
- 74,1 km au nord-ouest de la confluence de la rivière Gatineau ;
- 31,4 km au sud du centre-ville de Maniwaki ;
- 62,5 km au nord-est du centre du village de Shawville.

## Repères historiques et toponymiques
Selon Eugène Rouillard (1906) qui cite le père Georges Lemoine, Pikanook ou Picanock est une variante de pakanak, noyer, de pakan, noix, probablement ainsi appelé à cause des noix qu'on y trouve. Il est probable que les environs de ce cours d'eau aient été peuplés de noyers, un bois très recherché par les Amérindiens pour la fabrication de leurs arcs. La graphie et la prononciation de cette appellation amérindienne ont subi plusieurs transformations consécutives aux contacts linguistiques. Ainsi retrouve-t-on la forme Pikanook sur une carte du canton de Wright de 1906, Pickanok sur celle du ministère des Mines et Pêcheries de 1925 et Pickinock sur celle du comté de Hull, également de 1925.
La forme actuelle « Picanoc » apparait sur une carte du ministère des Terres et Forêts de 1927. Picanoc désigne également un pont, trois voies de communication et un petit cours d'eau ; ce terme était aussi utilisé dans l'ancienne appellation de la municipalité de Gracefield.
Le toponyme rivière Picanoc a été officialisé le 5 décembre 1968 à la Commission de toponymie du Québec.